# 若田光一
若田光一（日语：／ Wakata Kōichi，1963年8月1日—），出身於日本埼玉縣大宮市（今埼玉市），JAXA航天員。2013年至國際太空站執行任務，並於2014年擔任了兩個月太空站站長，為首位日籍国际空间站指令长。

## 生平
他於1987年在九州大學取得航空工程學士學位，1989年取得應用機械碩士學位，他於1992年被美國太空總署選中並接受訓練。2004年取得太空工程博士學位。
1996年，他是奋进号航天飞机代号STS-72飞行使命中的日本使命专家，他也成为亞洲国家第二位进入太空的航天员。机组人员在那次使命中进行了两次太空行走，展示和评估了将用于安装国际空间站的多项技术。2002年他执行「发现号」STS-92航天使命时，成为参加空间站安装工作的第一位日本宇航员。 在历时13天的使命中，7名机组人员组装了空间站的第一主架部分── Z1桁架，并进行了四次太空行走。2009年，若田光一在STS-119航天使命中作为使命专家，参与运送空间站主架的最后一部分，并在在空间站留驻。
2013年年底在国际空间站逗留6个月，并在最后两个月时间里担任站长，為首位日籍国际空间站指令长。

## 外部連結
- NASA Biography (英語) （页面存档备份，存于）